# Parti communiste de Perse
Le Parti communiste de Perse ( حزب کمونیست ایران, Hezb-e Komūnīst-e Īrān ) était une formation politique d’obédience marxiste-léniniste active en Iran au début du XXe siècle. Fondé initialement sous l’appellation de Parti de la justice ( عدالت, Edalat ) en 1917, il émanait d’une scission de sociaux-démocrates persans ralliés aux bolcheviks, alors implantés à Bakou. Adhérant à l’Internationale communiste dès 1919, il adopta sa dénomination définitive en 1920, sous l’influence des révolutionnaires soviétiques. 
Haydar Khan Amo-oghli, figure éminente de la révolution constitutionnelle persane, fut désigné secrétaire général. Cette nomination intervint dans le sillage de l’établissement, au cours de la même année, de la République socialiste du Gilan sous l’égide de Mirza Koutchak Khan et de ses partisans Jangali, issus du « Mouvement de la jungle ».
Le parti fut proscrit en 1921 — conjointement à la chute de la République socialiste soviétique de Perse —, bien que ses adeptes perpétuèrent leurs activités dans la clandestinité jusqu’à la fondation, en 1941, du Parti Tudeh d’Iran. Ce dernier devint, par la suite, la formation communiste officielle du pays.